# Електросила (станція метро)
59°52′45.13″ пн. ш. 30°19′7.12″ сх. д. / 59.8792028° пн. ш. 30.3186444° сх. д.
Електросила (рос. Электросила) — станція Московсько-Петроградської лінії Петербурзького метрополітену, розташована між станціями «Парк Перемоги» і «Московські ворота».
Відкрита 29 квітня 1961, у складі ділянки «Парк Перемоги» - «Технологічний інститут». Найменування отримала через близькість до головного корпусу найбільшого підприємства російського електромашинобудування — «Електросила».

## Технічна характеристика
Конструкція станції — пілонна трисклепінна з укороченим центральним залом (глибина закладення — 35 м). Похилий хід тристрічковий, починається з південного торця станції.

## Вестибюлі і пересадки
Вихід у місто на Московський проспект, до вулиці Решетнікова, Маріїнської вулиці, заводу «Електросила», Московського ринку.
Наземний вестибюль виконаний за типовим проектом і є приосадкуватою циліндричною будівлею з куполом і заскленими входами, що забезпечує захист від попадання авіаційної бомби. Службові приміщення станції розташовані по колу, обходячи касовий зал.

## Оздоблення
Тематика художнього оздоблення станції присвячена електрифікації СРСР. Торець прикрашає керамічне панно «Електрифікація СРСР» (художник Г. А. Шилло) зі словами Леніна «Комунізм = Радянська Влада + Електрифікація». У композицію введені металеві деталі і незвичайні світильники у вигляді блоків, що складаються з світлових «квадратів».
У 2009-2011 рр.. проводяться ремонтні роботи по заміні освітлення, оздоблення колійних стін станції, а також по заміні асфальтового покриття підлоги станції на граніт.

## Ресурси Інтернету
- «Електросила» на офіційному сайті Петербурзького метрополітену [Архівовано 7 березня 2014 у Wayback Machine.](рос.)
- «Електросила» на metro.vpeterburge.ru [Архівовано 26 лютого 2014 у Wayback Machine.](рос.)
- «Електросила» на ometro.net(рос.)
- Санкт-Петербург. Петроград. Ленінград: Енциклопедичний довідник. «Електросила»(рос.)
- Петербурзький метрополітен. Лінія 2, Станції і тунелі на сайті Санкт-Петербурзької інтернет-газети [Архівовано 9 березня 2008 у Wayback Machine.](рос.)